# Benchamardi, Manvi
Benchamardi là một làng thuộc tehsil Manvi, huyện Raichur, bang Karnataka, Ấn Độ.